# Action Learning
Der Anglizismus Action Learning (auch Handlungsorientiertes Lernen) ist eine Methode des Erfahrungslernens („Learning by Doing“) von einzelnen Individuen, kleinen oder größeren Gruppen in Unternehmen oder anderen Organisationen, die auf Reginald Revans zurückgeht.
Beim Action Learning arbeitet ein Team an einem für eine Organisation konkreten und relevanten Projekt und reflektiert gleichzeitig den Lernprozess. Action Learning basiert auf der Überzeugung, dass Mitarbeiter einer Organisation am besten anhand einer realen Herausforderung lernen. Durch die Anwendung von Action Learning entsteht ein gleichermaßen doppelter Nutzen: Einerseits wird ein Bedürfnis der Organisation befriedigt und andererseits werden Individuen und Gruppen weiterentwickelt.

## Die Entstehung von Action Learning
Schlüsselerlebnis war für Revans der Untergang der Titanic. Revans’ Vater gehörte zu der Kommission, die aufklären sollte, warum ein Schiff, welches von einer großen Zahl der besten Ingenieure Englands gebaut worden war und das als vollkommen unsinkbar galt, schon auf der Jungfernfahrt untergegangen war. Das Ergebnis der Kommission war erstaunlich: viele der Ingenieure gaben an, durchaus gelegentlich ernste Zweifel an der Konstruktion gehabt zu haben. Da aber die zuständigen Stellen dies anders sahen, änderten sie ihre Wahrnehmung und glaubten schließlich selbst an die Unsinkbarkeit des Schiffs. Jetzt nach der Katastrophe erinnerten sie sich aber gut an ihre ursprünglichen Zweifel, die sich auf grausame Weise bewahrheitet hatten. Das Phänomen, dass einzelne sich der Gruppenmeinung anpassen und die Gruppe so verhängnisvolle Entscheidungen trifft, nennt man Gruppendenken (groupthink). Dem will Action Learning entgegenwirken, indem in einem Team Menschen aus verschiedenen Bereichen zusammenarbeiten und kritische Fragen aus ihren unterschiedlichen Perspektiven stellen.

## Elemente eines Action-Learning-Programms
Action Learning ist verwandt mit dem Konzept Lernende Organisation, Chris Argyris & Schön, Peter M. Senge.

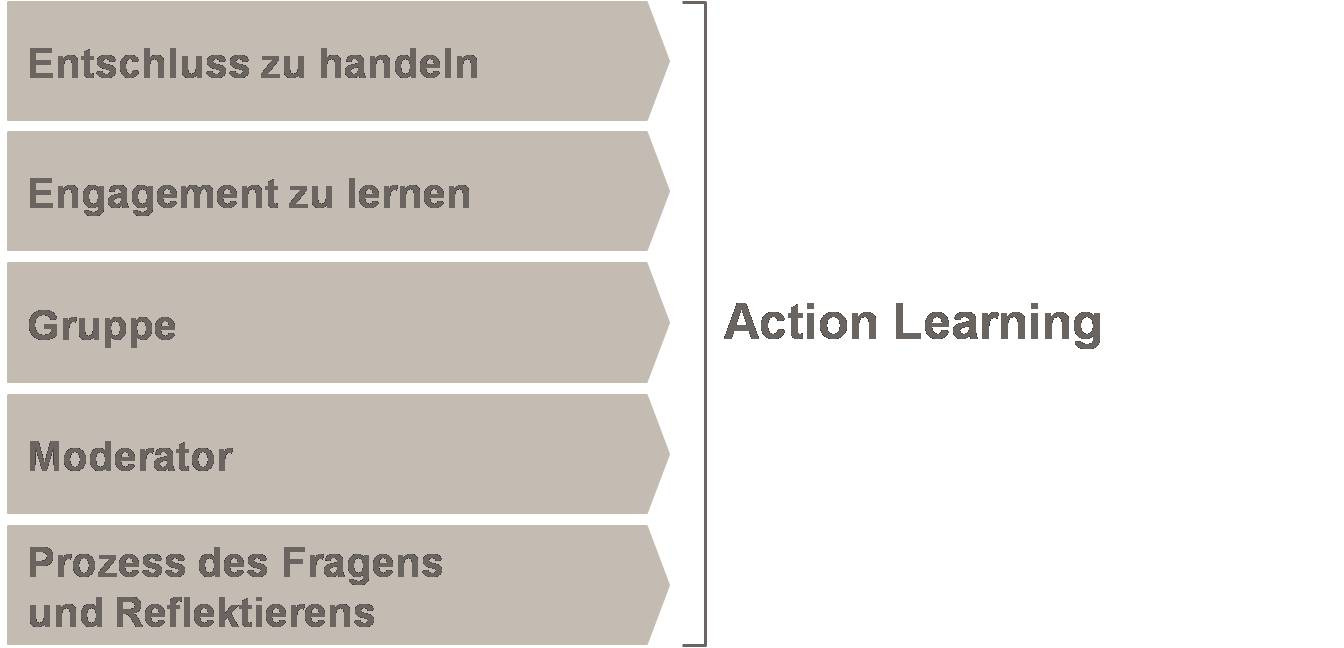
Formale Elemente des Action Learnings, nach Marquart

- Der Entschluss zu handeln geht von einem Auftraggeber aus, der an der Lösung einer Aufgabe unmittelbar interessiert ist. Das Team beziehungsweise deren Teilnehmer schließen mit dem Auftraggeber eine konkrete Projektvereinbarung. Diese enthält alle wichtigen Punkte des zu erzielenden Ergebnisses, Art und Weise sowie Ressourceneinsatz und Verantwortlichkeiten.
- Das Engagement zu lernen ist seitens der Teilnehmer eine Voraussetzung für das Programm. Die Teilnehmer müssen den Willen haben, Neues zu lernen: sie sind aufgefordert, sowohl im eigenen Verhalten als Führungspersönlichkeit beziehungsweise im Team effektiver zu werden als auch ihr Umfeld besser zu verstehen und persönliche Möglichkeiten der Einflussnahme zu entdecken.
- Das Set (so wird eine Gruppe von Action Learnern bezeichnet) ist zentral für den Lernerfolg, um eine aktive Teilnahme an der Lösung der Aufgabe durch Gruppendynamik zu befördern. Im Set übernimmt jedes Mitglied nicht nur Verantwortung für den eigenen Lernerfolg, sondern auch für den Lernerfolg als Gruppe. Das Set setzt sich in der Regel aus vier bis sechs maximal acht Teilnehmenden zusammen. Im Idealfall besitzen dies  unterschiedliche fachliche und Führungshintergründe.
- Der Facilitator unterstützt das Set bei der Reflexion und Auswertung der Erfahrungen, die im Projekt gemacht wurden. Er unterstützt bei der Lösung von Konflikten, fördert ein Klima des Vertrauens und fokussiert die Diskussion.
- Ein Prozess des Fragens und Reflektierens befördert unterstützt Austausch und gemeinsames Lernen der Gruppe. Häufig verwendete Methoden dazu sind das Reflecting Teams und die Problembefragung nach Pedler.

## Lernen im Action Learning
Zum „Schullernen“, das auf Vorrat Theoriewissen ansammelt, kommt im Action Learning wesentliches Praxislernen dazu, bei dem es darum geht, eine neuartige Situation zu erforschen – und sich dann gegebenenfalls nötiges Theoriewissen anzueignen.
Revans stellt folgende Lerngleichung auf: L = P + Q
Lernen (L = Learning) erfordert nach Revans Expertenwissen (P = Programmed Knowledge) und Fragenstellen (Q = Questioning Insight). Wesentlich ist das Stellen von kritischen Fragen aus unterschiedlichen Perspektiven.

## Wesentliche Merkmale eines Action-Learning-Programms
- Learning by doing
- alle Beteiligten verstehen sich als Lernende, die nicht über absolute Wahrheiten verfügen und daher eine offene Haltung einnehmen
- Verbindung von Expertenwissen und explorativem Erkunden von Neuland, wobei tendenziell der explorative Anteil steuert, welches Expertenwissen benötigt wird
- das Action-Learning-Team als Medium für Reflexion, Erproben neuer Lösungen und persönliche Entwicklung
- die Simultanität gleichzeitig Probleme zu lösen und davon zu lernen bzw. von persönlicher und organisationaler Entwicklung

## Nutzen von Action Learning
Action Learning ist eine praxisorientierte Entwicklungsmaßnahme mit intensivem Gruppencharakter, die vorhandene Expertise zur Weiterentwicklung Einzelner und zum Wohl des gesamten Unternehmens nutzt. Die vielfältig einsetzbaren Prinzipien gehen mit zahlreichen Vorteilen einher:

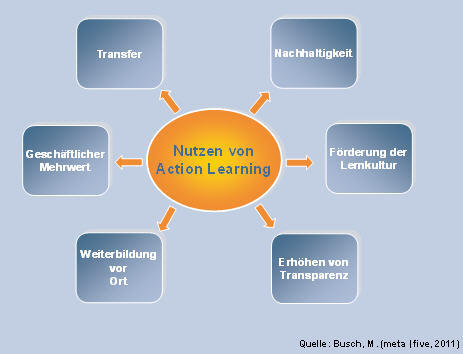
Nutzen von Action Learning

- Das Lernen anhand einer realen Problemstellung ermöglicht optimalen Transfer der Inhalte in den Arbeitsalltag.
- Der kontinuierliche Lernprozess macht Action Learning zu einer nachhaltigen Entwicklungsmaßnahme.
- Die Zusammenarbeit über verschiedene Abteilungen hinweg fördert und erhöht den Austausch und die Transparenz im Unternehmen.
- Die dauerhafte Etablierung eines Action Learning Programms sowie eine transparente Kommunikation lassen eine gut sichtbare (inter-)aktive Weiterbildungsplattform entstehen, die dauerhaft eine lebendige Lernkultur im gesamten Unternehmen anstößt.
- Weiterbildung geschieht größtenteils vor Ort, ohne sich unmittelbar mit dem Arbeitsalltag zu vermischen. Dadurch wird eine Verknüpfung des Gelernten zum Arbeitsplatz hergestellt und gleichzeitig werden die Inhalte mit einem gewissen Abstand reflektiert und systematisiert.
- Die Lösung realer Problemstellungen geht nicht zuletzt mit einem geschäftlichen Mehrwert einher. Action Learning schlägt sozusagen zwei Fliegen mit einer Klappe: Es hilft Organisationen dabei, Lösungen für anstehende Probleme zu finden und entwickelt die Kompetenzen der Mitarbeiter anhand realer Anforderungen.[2]

Die Eigenschaften der Methode Action Learning beeinflussen auch die Motivation der einzelnen Teilnehmer auf positive Weise. Die Verknüpfung des eigenen Vorankommens mit einem Beitrag für das Unternehmen, die spannende Arbeit an einer realen Problemstellung, die Möglichkeit, über Abteilungsgrenzen hinweg ein Netzwerk zu pflegen, der unmittelbare Austausch mit Anderen zum eigenen Entwicklungsfortschritt: Jedes dieser Prinzipien kann das Engagement des Einzelnen erhöhen und damit die Investition in Personalentwicklung umso lohnender machen.

## E-Action Learning
Als E-Action Learning bezeichnet Mertens ein Lernen unter Verwendung elektronischer Medien in Verbindung neuartiger virtueller Welten wie Second Life. E-Action Learning unterscheidet sich vom E-Learning darin, dass durch die hohe Immersion ein Eintauchen in virtuelle Welten ermöglicht wird. Durch die gleichzeitig hohe Identifikation mit seinem Avatar hat der Lerner die Möglichkeit in situativen Kontexten zu lernen. Da in virtuellen Welten diese Kontexte entstehen und nicht vorprogrammiert sind, entstehen zufällige Situationen wie im echten Leben. Interessant ist auch, dass sich in diesem Bereich das Erlernen von Sprachen abbilden lässt, als ob man Sprache durch „Alltagskontext“ lernt. So ist ein Treffen zwischen Lerner und Lehrenden in einer virtuellen Welt denkbar und ein Dialog beginnt mit Trainer zu Lerner: „Hallo Lerner, wie geht es Dir?“ – Lerner: „Hallo Trainer, ich habe eine neue Insel in Second Life gefunden über Pflanzenwachstum, dort wird Pflanzenwachstum in Abhängigkeit von Wasser, Licht usw. simuliert …“ Der Dialog kann sich in der Sprache, die gelehrt wird, fortführen und Lerner und Trainer besichtigen die Second Life Insel. D. h. der Lerner spannt über seine intrinsische Motivation (Interesse an Pflanzen) einen Raum auf, in dem ein Lernkontext mit den Anschlussstrukturen des Lerners entsteht für den eigentlichen Lerninhalt (z. B. Englisch lernen). Erste Ansätze dafür existieren bereits.
Seit 2007 wird Second Life für den Fremdsprachenunterricht verwendet. Sowohl Second Life als auch Real Life Sprachschulen haben begonnen die virtuelle Welt für den Sprachunterricht zu verwenden. Englisch als Fremdsprache bekam durch etliche Sprachschulen sowie dem British Council, welches sich auf das Teen Grid fokussiert hat, eine Präsenz in Second Life. Spaniens Sprach- und Kulturinstitut „Instituto Cervantes“ hat sogar eine Insel in Second Life. Eine Liste von Bildungsprojekten (inklusive einiger Sprachschulen) in Second Life gibt es auf der Seite von SimTeach.